# Один день у суді
«Один день у суді» («Un giorno in pretura») — італійська кінокомедія 1954 року, знята режисером Стено.

## Сюжет
Суддя розглядає такі справи:
- Викрадач кішок. Бідолашний старий, звинувачений у крадіжці та поїданні кішки, визнаний винним.
- Леопольдо та Тереза. Заручену пару звинувачують у неналежній поведінці у припаркованому автомобілі. Тереза закохується в їхнього гарного молодого адвоката і після засідання йде з ним.
- Паоло та Елена. Вона звинувачує його в тому, що він покинув подружній будинок, залишивши її без гроша в кишені. Він доводить її подружню зраду, по-перше, записом на магнітофон, а по-друге, плівкою із прихованої камери.
- Дон Мікеле та Ганна. Дона Мікеле, енергійного молодого католицького священника, звинувачують в організації бійки у більярдній. Він визнає себе винним, але процес перериває Ганна, гарна молода повія. Вона пояснює, що в автобусі підняла його гаманець, який схопив її сутенер, який пішов грати в більярд. Священник пішов за ним і почалася бійка, за яку він отримує три місяці.
- Нандо. Нандо Моріконі одержимий усім американським і мріє виїхати до США, на вулицях Риму отримує прізвисько «Американець». Звинувачений у нескромній поведінці і в тому, що ходив у громадських місцях голим, Нандо пояснює, що спекотного дня він викупався в струмку і виявив, що його одяг зник. Увійшовши до явно порожнього будинку, щоб знайти чимось прикритися, він зненацька застав зліпу майже сліпу стареньку. Коли вона знайшла свої окуляри, на її крики прийшли сусіди, і Нандо був заарештований. Поліцейський пояснює, що він узяв одяг чоловіка в дільницю, але забув про нього, бо йому сказали, що його дружина щойно народила дитину. Через три місяці розлючений Нандо присягається помститися.
- Глоріана. Сумна жінка похилого віку, звинувачена в пияцтві та домаганнях до людей, каже, що під час Першої світової війни вона була улюбленою артисткою естради. Суддя пам'ятає, як вона влаштовувала сексуальне шоу позаду, коли він був молодим лейтенантом. Через плутанину їй не було де переночувати, тому йому наказали надати їй свою кімнату. Коли він дістав свої речі й повернувся до офіцерської їдальні, йому наказали підтримати честь армії повернутися і провести ніч з нею. Насправді він провів морозну ніч на балконі. Закривши справу, суддя віддаляється у свої покої і пояснює погруддя знаменитого римського адвоката Марк Туллій Цицерон, що, незважаючи на те, що його кар'єра ґрунтувалася на строгому застосуванні кримінального закону, іноді справедливість доводиться стримувати милосердям.

Через три місяці. Йде футбольний матч Лаціо проти Роми. На футбольному матчі суддя Ло Руссо вболіває за свого сина, який грає за «Лаціо». Поруч Нандо вболіває за Рому. Починається бійка і обох чоловіків заарештовують.

## У ролях
- Пеппіно Де Філіппо: суддя Саломоне Ло Руссо
- Сільвана Пампаніні: Глоріана
- Альберто Сорді: Нандо Меріконі
- Софі Лорен: Анна, злодійка
- Таня Вебер: Елена Баронті в Понтічеллі
- Леопольдо Трієсте: Леопольдо, наречений
- Вальтер К'ярі: Дон Мікеле Меццоккі
- Арменія Бальдуччі: Тереза, наречена
- Вірджіліо Рієнто: Вірджіліо Пампінеллі
- Джуліо Калі: Августо Менкаччі
- Турі Пандольфіні: канцлер
- Вінченцо Таларіко: юрист із тромбону
- Убальдо Лей: Рауль, захисник Анни
- Амалія Пеллегріні: багата стара жінка
- Чезаре Беттаріні: адвокат Тоннара
- Б'янка Марія Черазолі: племінниця багатої старенької
- Джанні Партанна: капітан Маццоні
- Марко Гуалтьєрі: молодий юрист
- Ренато Боніфаці: майор
- Паоло Карлетті: Альфіо Понтічеллі, зраджений електрик

## Знімальна група
- Режисер: Стено
- Сценарій: Алессандро Контіненца, Лучо Фульчі, Альберто Сорді, Джанкарло Віганотті, Стено
- Продюсер: Джанні Хехт Лукарі
- Оператор: Марко Скарпеллі
- Композитор: Армандо Тровайолі
- Художник: П'єро Філіппоне
- Монтаж: Джуліани Аттенні